# Campionato mondiale FIFUSA 2000
La settima edizione dei Campionati del mondo di futsal, massima competizione per squadre nazionali organizzata dalla FIFUSA, si è svolta in Bolivia nel 2000. Vi hanno partecipato sedici squadre nazionali che hanno disputato le partite nei seguenti impianti:
- Sucre, Dipartimento di Chuquisaca (2.790 m s.l.m.) - Coliseo Jorge Revilla Aldana, 4.500 spettatori.
- La Paz, Dipartimento di La Paz (3.640 m s.l.m.) - Coliseo Julio Borelli Viteritto, 10.000 spettatori.
- Cochabamba, Dipartimento di Cochabamba (2.558 m s.l.m.) - Coliseo de la Coronilla "José Catro Méndez", 8.000 spettatori.
- Oruro, Dipartimento di Oruro (3.706 m s.l.m.) - Coliseo Palacio de los deportes, 12.000 spettatori.
- Santa Cruz de la Sierra, Dipartimento di Santa Cruz (416 m s.l.m.) - Coliseo John Pictor Blanco, 3.500 spettatori.

Si tratta dell'ultima edizione dei campionati del mondo organizzata dalla PANAFUTSAL utilizzando il richiamo alla FIFUSA, che verrà estinta definitivamente nel 2003 con la creazione della Asociación Mundial de Futsal. Nel mondiale boliviano, disputatosi dal 15 novembre al 28 novembre 2000 la squadra vittoriosa è risultata la Colombia.

## Primo turno

### Gruppo A (Santa Cruz de la Sierra)
| Squadra     | Pti | G | V | N | P | GF | GS |
| ----------- | --- | - | - | - | - | -- | -- |
| Uruguay     | 9   | 3 | 3 | 0 | 0 | 13 | 2  |
| Bielorussia | 4   | 3 | 1 | 1 | 1 | 8  | 9  |
| Messico     | 2   | 3 | 0 | 2 | 1 | 4  | 7  |
| Australia   | 1   | 3 | 0 | 1 | 2 | 8  | 15 |

| Bielorussia | 1-4 | Uruguay     |
| Messico     | 3-3 | Australia   |
| Bielorussia | 1-1 | Messico     |
| Uruguay     | 6-1 | Australia   |
| Australia   | 4-6 | Bielorussia |
| Messico     | 0-3 | Uruguay     |

### Gruppo B (Oruro)
| Squadra    | Pti | G | V | N | P | GF | GS |
| ---------- | --- | - | - | - | - | -- | -- |
| Bolivia    | 9   | 3 | 3 | 0 | 0 | 19 | 2  |
| Colombia   | 6   | 3 | 2 | 0 | 1 | 17 | 5  |
| Slovacchia | 3   | 3 | 1 | 0 | 2 | 6  | 15 |
| Costa Rica | 0   | 3 | 0 | 0 | 3 | 4  | 24 |

| Bolivia    | 7-0  | Slovacchia |
| Colombia   | 10-1 | Costa Rica |
| Bolivia    | 3-2  | Colombia   |
| Slovacchia | 5-3  | Costa Rica |
| Costa Rica | 0-9  | Bolivia    |
| Colombia   | 5-1  | Slovacchia |

### Gruppo C (Cochabamba)
| Squadra   | Pti | G | V | N | P | GF | GS |
| --------- | --- | - | - | - | - | -- | -- |
| Paraguay  | 7   | 3 | 2 | 1 | 0 | 17 | 8  |
| Spagna    | 5   | 3 | 1 | 2 | 0 | 6  | 5  |
| Argentina | 4   | 3 | 1 | 1 | 1 | 8  | 8  |
| Belgio    | 0   | 3 | 0 | 0 | 3 | 6  | 16 |

| Belgio   | 3-4  | Argentina |
| Paraguay | 3-3  | Spagna    |
| Spagna   | 1-1  | Argentina |
| Paraguay | 10-2 | Belgio    |
| Spagna   | 2-1  | Belgio    |
| Paraguay | 4-3  | Argentina |

### Gruppo D (Sucre)
| Squadra          | Pti | G | V | N | P | GF | GS |
| ---------------- | --- | - | - | - | - | -- | -- |
| Brasile          | 7   | 3 | 2 | 1 | 0 | 44 | 5  |
| Russia           | 7   | 3 | 2 | 1 | 0 | 37 | 4  |
| Antille Olandesi | 3   | 3 | 1 | 0 | 2 | 8  | 27 |
| Marocco          | 0   | 3 | 0 | 0 | 3 | 4  | 56 |

| Russia      | 3-3  | Brasile     |
| Antille Ol. | 7-2  | Marocco     |
| Russia      | 14-1 | Antille Ol. |
| Brasile     | 30-2 | Marocco     |
| Marocco     | 0-20 | Russia      |
| Antille Ol. | 0-11 | Brasile     |

## Secondo turno

### Gruppo V (La Paz)
| Squadra   | Pti | G | V | N | P | GF | GS |
| --------- | --- | - | - | - | - | -- | -- |
| Colombia  | 6   | 2 | 2 | 0 | 0 | 7  | 3  |
| Argentina | 3   | 2 | 1 | 0 | 1 | 6  | 3  |
| Uruguay   | 0   | 2 | 0 | 0 | 2 | 1  | 8  |

| Argentina | 4-0 | Uruguay   |
| Colombia  | 3-2 | Argentina |
| Colombia  | 4-1 | Uruguay   |

### Gruppo X (Oruro)
| Squadra          | Pti | G | V | N | P | GF | GS |
| ---------------- | --- | - | - | - | - | -- | -- |
| Bolivia          | 6   | 2 | 2 | 0 | 0 | 37 | 3  |
| Bielorussia      | 3   | 2 | 1 | 0 | 1 | 17 | 6  |
| Antille Olandesi | 0   | 2 | 0 | 0 | 2 | 1  | 46 |

| Bolivia     | 32-0 | Antille Ol. |
| Bielorussia | 14-1 | Antille Ol. |
| Bolivia     | 5-3  | Bielorussia |

### Gruppo Y (Oruro)
| Squadra    | Pti | G | V | N | P | GF | GS |
| ---------- | --- | - | - | - | - | -- | -- |
| Russia     | 4   | 2 | 1 | 0 | 0 | 5  | 4  |
| Paraguay   | 3   | 2 | 1 | 0 | 1 | 11 | 8  |
| Slovacchia | 1   | 2 | 0 | 1 | 1 | 3  | 7  |

| Paraguay | 7-3 | Slovacchia |
| Russia   | 0-0 | Slovacchia |
| Paraguay | 4-5 | Russia     |

### Gruppo Z (La Paz)
| Squadra | Pti | G | V | N | P | GF | GS |
| ------- | --- | - | - | - | - | -- | -- |
| Spagna  | 6   | 2 | 2 | 0 | 0 | 8  | 3  |
| Brasile | 3   | 2 | 1 | 0 | 1 | 6  | 5  |
| Messico | 0   | 2 | 0 | 0 | 2 | 5  | 11 |

| Brasile | 5-3 | Messico |
| Spagna  | 6-2 | Messico |
| Brasile | 1-2 | Spagna  |

## Quarti di finale
| Oruro 25 novembre 2000 | Russia | 5 – 1 | Bielorussia |  |

| Oruro 25 novembre 2000 | Bolivia | 4 – 0 | Paraguay |  |

| La Paz 25 novembre 2000 | Argentina | 4 – 3 | Spagna |  |

| La Paz 25 novembre 2000 | Colombia | 5 – 1 | Brasile |  |

## Semifinali
| La Paz 27 novembre 2000 | Colombia | 7 – 1 | Argentina |  |

| La Paz 27 novembre 2000 | Bolivia | 8 – 2 | Russia |  |

## Finale 3º-4º posto
| La Paz 28 novembre 2000 | Argentina | 6 – 6 6-5 DCR | Russia |  |

## Finale
| La Paz 28 novembre 2000 | Bolivia | 3 – 3 1-3 DCR | Colombia |  |

 Colombia1 John Alexander Duke, 2 Juan Carlos Soto, 3 José Yeri Lozano, 4 Engelbert Yergel Gonzales, 5 John Freddy Solis, 6 Roslman Arias Núñez, 7 Víctor Manuel Santos, 8 Giovanni Hernández Galván, 9 Alvaro Noyos Duarte, 10 John Jairo Pinilla, 11 Omar Orlando Quintero, 12 Viviano de Jesús Mena, CT: --